# Сейнт Джоузеф (окръг, Мичиган)
Окръг Сейнт Джоузеф (на английски: St. Joseph County в превод Свети Йосиф) е окръг в щата Мичиган, Съединени американски щати. Площта му е 1349 km², а населението - 62 422 души (2000). Административен център е село Сентървил.